# Adolf Koper
Adolf Koper, ps. Marek Rozłucki, Michał Polanowski (ur. 1915 w Ksawerówce, zm. 1944) – polski prawnik, żołnierz Batalionów Chłopskich, komendant obwodu Lublin Okręgu Lublin tej organizacji.

## Życiorys
Przed wybuchem II wojny światowej studiował teologię na KUL. Po jej wybuchu kontynuował naukę, studiując prawo na tajnej Wolnej Wszechnicy Polskiej. Po klęsce wrześniowej w 1939 zaangażował się w działalność niepodległościową. Był członkiem Batalionów Chłopskich i Stronnictwa Ludowego „Roch”. Został mianowany komendantem obwodu Lublin Okręgu Lublin. W dniu 15 stycznia 1944 został aresztowany przez Niemców wraz z innymi działaczami Stronnictwa i osadzony na Zamku Lubelskim. Został poddany brutalnemu śledztwu, w trakcie którego był torturowany. Z więzienia został zwolniony po wpłaceniu przez podziemie dużego okupu. Po wyjściu z więzienia kontynuował działalność niepodległościową. W czerwcu 1944 został postrzelony pod Głuskiem przez patrol ukraińsko-kałmucki.